# José Shaffer
José Alberto Shaffer (Córdoba, Provincia de Córdoba, Argentina; 16 de diciembre de 1985) es un ex-futbolista argentino. Jugaba de lateral izquierdo y su último equipo fue Victoriano Arenas, con el que disputó el campeonato de Primera C.

## Trayectoria

### Inicios y Racing Club
Su padre, que se llama de igual modo, y se desempeña como director técnico en la provincia de Córdoba. De hecho, en el año 2008 fue ayudante de campo de Humberto Grondona en Talleres de Córdoba cuando militaba en la Primera B Nacional.
Shaffer dio primeros pasos en la Escuela Presidente Roca, una institución que milita en una liga local, aunque con solamente 13 años viajó a Avellaneda para incorporarse a las inferiores de Racing Club. Su debut en la Primera se produjo el 25 de febrero de 2006 de la mano de Diego Simeone y nada menos que ante el clásico rival Independiente.

### IFK Göteborg, SL Benfica, Banfield y Rosario Central
Al no tener lugar en la plantilla de Racing, se fue cedido a préstamo al IFK Göteborg de la Primera División de Suecia en la recta final de la temporada 2007. Tras seis meses sin fortuna allí, volvió de su préstamo para asentarse como lateral izquierdo titular del equipo a base de buenas actuaciones. Tras dos buenas temporadas, Racing decidió venderlo al SL Benfica de la Primera División de Portugal para la temporada 2009-10. Un año después, regresó en calidad de cedido a Argentina para vestir los colores de Banfield (7 partidos) durante 2010, y luego de Rosario Central (10 partidos) en 2011.

### União Leiria, Talleres de Córdoba, Unión La Calera y Gimnasia de Mendoza
Para la temporada 2011-12 regresó a Portugal, pero esta vez firmó contrato con el União Leiria, donde consiguió mostrar un buen nivel, ganándose la titularidad y hasta aportando goles (15 partidos, 2 goles). El buen momento que pasaba el futbolista hizo que el Benfica volviera a tomarlo del préstamo, pero sufrió una lesión que lo mantuvo alejado de las canchas por un año.
Luego de recuperarse, Talleres de Córdoba se hizo de sus servicios, regresando así nuevamente a la Argentina. En Talleres jugó 21 partidos, siendo una pieza importante para el equipo. Su buena tarea en Talleres generó un interés de Unión La Calera, con el que firmó contrato por 18 meses. En total jugó 16 partidos en la Primera División de Chile.

### Últimos años en el Ascenso
En 2015, tras la finalización del contrato, el jugador quedó libre con el pase en su poder y Racing Club le permitió entrenarse con el campeón club hasta enero de 2016, para así poder evaluarlo.
En 2016, arribó a Gimnasia y Esgrima de Mendoza para disputar el Torneo Federal A. Tras pasos por El Porvenir y Victoriano Arenas en la Primera C, en junio de 2019 decidió retirarse.

## Clubes
| Club                            | País      | Año       |
| ------------------------------- | --------- | --------- |
| Racing Club                     | Argentina | 2006      |
| IFK Göteborg                    | Suecia    | 2006-2007 |
| Racing Club                     | Argentina | 2008-2009 |
| SL Benfica                      | Portugal  | 2009      |
| Banfield                        | Argentina | 2010      |
| Rosario Central                 | Argentina | 2010      |
| União Leiria                    | Portugal  | 2011-2012 |
| Talleres (C)                    | Argentina | 2013-2014 |
| Unión La Calera                 | Chile     | 2014-2015 |
| Gimnasia y Esgrima (M)          | Argentina | 2016      |
| Club El Porvenir                | Argentina | 2017-18   |
| Club Atlético Victoriano Arenas | Argentina | 2019      |